# Mazères-sur-Salat
Mazères-sur-Salat – miejscowość i gmina we Francji, w regionie Oksytania, w departamencie Górna Garonna.
Według danych na rok 1990 gminę zamieszkiwało 590 osób, a gęstość zaludnienia wynosiła 88 osób/km² (wśród 3020 gmin regionu Midi-Pyrénées Mazères-sur-Salat plasuje się na 527. miejscu pod względem liczby ludności, natomiast pod względem powierzchni na miejscu 1351.).